# Bulbophyllum trifolium
Bulbophyllum trifolium är en orkidéart som beskrevs av Henry Nicholas Ridley. Bulbophyllum trifolium ingår i släktet Bulbophyllum och familjen orkidéer. Inga underarter finns listade i Catalogue of Life.